# Hemeroblemma repellens
Hemeroblemma repellens là một loài bướm đêm trong họ Erebidae.